# Shizue Takanashi
たかなししずえ
Œuvres principales
- Ohayō!Spank

Shizue Takanashi (たかなし しずえ, Takanashi Shizue) est une mangaka japonaise. Son œuvre représentatif est Ohayō!Spank (VF : Les Aventures de Claire et Tipoune) (1978-1982).
Elle est une autrice de shojos, publié dans des magazines comme le Nakayoshi ou Run-Run.

## Biographie
Elle fait ses débuts le 3 décembre 1974 avec le oneshot Momotaro yori ohoshi-sama e (桃太郎よりお星様へ) publié dans le Nakayoshi de janvier 1975.
Entre 1978 et 1982, elle publie Ohayō!Spank, son œuvre la plus connue, pour lequel elle reçut en 1981 le Prix du manga Kōdansha. Il a été adapté en anime en 1981.
En 1999, elle écrit et dessine l'adaptation en manga du célèbre anime Magical DoReMi.
En 2004, elle crée les design des personnages de Taicchan & Yatchan (たいっちゃん＆やっちゃん), un duo de musiciens et humouristes japonais.
Elle est la conceptrice des mascottes de la ville de Kamogawa : Taiyo-kun, Mattsu et Nana-Chan,.

## Œuvres
- Pocket ippai no yume (ポケットいっぱいの夢), Nakayoshi, Kōdansha :  (ISBN 4061082523)
- Kocchi muite sūkī (こっちむいてスーキー), Nakayoshi :  (ISBN 4061082655)
- Boku no Rin chan (ぼくの鈴ちゃん), Nakayoshi, furoku manga :  (ISBN 4061082728)
- Siawase iro no fuukei (しあわせ色の風景), Nakayoshi :  (ISBN 406108285X)
- Ohayō!Spank (おはよう!スパンク), Nakayoshi
- Spank no WAOWAO tanteidan (スパンクのWAOWAO探偵団), Nakayoshi, furoku manga
- Orange tsuushin (オレンジ通信), Nakayoshi :  (ISBN 4061083678)
- Hohoemi ZOOming (ほほえみZOOミング), Nakayoshi

vol.1  (ISBN 4061084232)
vol.2  (ISBN 4061084356)
- Himitsu no u・fu・fu(秘密のう・ふ・ふ), Nakayoshi :  (ISBN 4061084690)
- Sora-chan no boushi (空ちゃんのぼうし), Nakayoshi

vol.1  (ISBN 4061084909)
vol.2  (ISBN 4061785184)
- Umi-chan donna iro (海ちゃんどんな色), Nakayoshi

vol.1  (ISBN 406178546X)
vol.2  (ISBN 4061785656)
vol.3  (ISBN 4061785710)
- Omakase Lunch (おまかせランチ), Nakayoshi :  (ISBN 4061785966)
- Heart no naisho banashi (ハートのないしょばなし), Nakayoshi :  (ISBN 406178613X)
- Ojamajo Doremi series (おジャ魔女どれみシリーズ), Nakayoshi
- Mainichi ga nyanko biyori (毎日がにゃんこ日和), Nekopunch, Shōnen Gahōsha :  (ISBN 978-4-7859-2757-8)

## Sources
1. 1 2  « なかよし漫画家 さんデータ », sur tails-room.com (consulté le 19 octobre 2024)
2. 1 2  (ja) « たかなししずえ », sur www.awa.or.jp (consulté le 19 octobre 2024)
3. ↑  (ja) « たかなししずえ », sur ピクシブ百科事典 (consulté le 19 octobre 2024)
4. ↑  « Symbols and Mascots of Kamogawa City - 鴨川市公式ホームページ », sur www.city.kamogawa.lg.jp (consulté le 19 octobre 2024)